# الساندرو آرمنیس
الساندرو آرمنیس (انگلیسی: Alessandro Armenise؛ زادهٔ ۲۳ اکتبر ۱۹۸۴) بازیکن فوتبال اهل ایتالیا است.
از باشگاه‌هایی که در آن بازی کرده‌است می‌توان به باشگاه فوتبال ویرتوس لانچانو، باشگاه فوتبال پرو ورچلی، باشگاه فوتبال باری، و باشگاه فوتبال وارزه اشاره کرد.